# Josef Desfours-Walderode
Josef Desfours-Walderode (22. března 1772 Sopron – 20. listopadu 1838 Praha) byl voják, člen rod Desfours-Walderode.
Byl synem generála Františka Václava a jeho první ženy Antonie Walderode (v tomto svazku došlo k spojení jmen Desfours a Walderode), jednalo se o maloskalskou mladší větev rodu. Po matce získal poměrně velké dědictví (včetně Řepína, Německé Bělé, Velkého Újezda, Dřínova, Křetína, nebo Potštátu), v roce 1831 také dědil Hrubý Rohozec po příbuzném Františku Antonínovi. Podobně jako otec i Josef kariérní voják, byl však zraněn a začal se věnovat hospodaření na rodinných statcích. Je charakterizován jako nepříliš úspěšný hospodář, kterého značně poškodil státní bankrot roku 1811.
Byl dvakrát ženat, roku 1799 si vzal Elisabethu Angeliku Katze (jediné dítě, které se dožilo dospělosti: Franz Desfours-Walderode) a po její smrti (1809) s Marii Johannou Köppe, s ní se ale manželství fakticky rozpadlo a Josef žil od roku 1811 s Klárou Kappler (měli jednoho nemanželského syna).